# Raymond Louviot
Raymond Louviot (Granges, Suiza, 17 de diciembre de 1908-Dunkerque, 14 de mayo de 1969) fue un ciclista francés al cual denominaban Laripette. Después de dos años a la categoría de forofos pasó a profesional entre 1931 y 1949. En estos años consiguió 39 victorias, siendo las más importantes el Campeonato de Francia en ruta de 1934 y dos etapas del Tour de Francia.
Después de su carrera como ciclista pasó a ser director deportivo del equipo Ford-Gitane.
Era el abuelo de Philippe Louviot, ciclista entre 1985 y 1995. 

## Palmarés
- 1931
  - 1º en la París-Contras
- 1932
  - 1º en Fury-le-Cantal
- 1933
  - 1º en el Gran Premio de las Naciones
  - 1º en el Circuito de Midi y vencedor de una etapa
  - 1º en el Circuito del Allier
  - 1º en el Gran Premio de Châteaurenard
- 1934 
  - Campeón de Francia en ruta
  - Vencedor de una etapa al Tour de Francia
- 1935
  - 1º en Annemasse
  - 1º en Niza
  - 1º en Bayeux
  - 1º en el Trofeo Colimet
  - Vencedor de una etapa en la París-Niza
- 1936
  - 1º en la París-Sedan
- 1937
  - 1º en la París-Soissons
  - 1º en el Tour del Suroeste y vencedor de una etapa
  - 1º en el Circuito de Deux-Sèvres y vencedor de 2 etapas
  - 1r a Blois
- 1938
  - 1º en la París-Rennes
  - 1º en el Critérium de la Suiza Romania
- 1939 
  - 1º en el Circuito de las Montañas de Roanne
  - Vencedor de una etapa al Tour de Francia
- 1940
  - 1º en el Critérium de Francia
- 1941
  - 1º en la París-Nantes
  - 1º en el Gran Premio del Auto
- 1946
  - 1º en Entrantes-sur-Nohain
- 1947 
  - 1º en el GP Ouest France-Plouay
- 1949
  - 1º en Issoire

### Resultados al Tour de Francia
- 1934. 12º de la clasificación general y vencedor de una etapa
- 1938. 26º de la clasificación general
- 1939. 29º de la clasificación general y vencedor de una etapa

### Resultados al Giro de Italia
- 1932. 24º de la clasificación general